# Matthias Erasmus Kohlreiff
 Matthias Erasmus Kohlreiff, auch Matthaeus Erasmus, auch Kohlreif und Cholreiffius (* 2. September 1641 in Cölln (Spree); † 3. Februar 1705) war ein deutscher Theologe, Gymnasiallehrer, Pastor und Hofprediger.

## Leben und Wirken
Matthias Erasmus Kohlreiff war der Sohn des Pastors Bernhard Kohlreif (1603–1646), Prediger der St.-Petri-Kirche in Cölln (Berlin) und Pastor an der Nikolai-Kirche in Prenzlau. Bernhard Kohlreif heiratete 1640 in Berlin die Catharina Paschen, Tochter des Stadtsekretärs von Berlin, Daniel Paschen.
Kohlreiff studierte 1660 in Wittenberg, wo er 1662 zum Magister promoviert wurde: „Nach einer Disputation de Computo Julio – Constantiniano hat er 1662 den Gradum Magisterii erlangt, kurze Zeit hernach ist er in Numerum. Legentium recipieret, hat Collegia gehalten und sich vermittelst einer Disputatio de αύτοφονία habilitieret.“ Ab 1664 war er Konrektor der Lateinschule in Prenzlau und ab 1669 Rektor in Neubrandenburg und 1701 stellvertretender Superintendent in Neubrandenburg.
Nach zehn Jahren in den Schulen wurde Kohlreiff 1674 Pastor in Alt-Strelitz und ab 1679 Hofprediger des Herzogs Gustav Adolf in Güstrow und gleichzeitig Präpositus der Strelitzschen Synode. Ab 1701 wurde er Hofprediger des Herzogs Adolf Friedrich II. in Strelitz und zugleich zum Konsistorialrat und Superintendenten des Fürstentums Ratzeburg, der Stargardischen Herrschaft und der Komturei Mirow ernannt. 1705 starb Kohlreif in Hinrichshagen und wurde in Strelitz beigesetzt. Die Leichenpredigt hielt der Friedländer Pastor Johannes Pistorius auf Befehl des Herzogs Adolf Friedrich. In der Hauptpfarrkirche St. Marien zu Neubrandenburg hing bis 1945 sein Porträt (verbrannt).
Matthias Erasmus Kohlreiff heiratete 1670 Regina Wiese, die Tochter des Pastors Matthäus Wiese in Neubrandenburg. Seine Söhne Bernhard und Gottfried studierten in Rostock. Bernhard Kohlreif wurde Amtsschreiber zu (Burg) Stargard und Gottfried Kohlreif war Pastor und später Dompropst in Ratzeburg.
Kohlreif liegt in Alt-Strelitz begraben.